# Filip Barna
Filip Barna (in serbo Филип Барна?; Subotica, 5 dicembre 1999) è un cestista serbo.

## Palmarès

### Individuale
- MVP finals ABA 2 Liga: 1

Spartak Subotica: 2023-24